# ミーカ
ミーカ（Mika、1983年8月18日 - ）は、レバノン出身、現在ロンドン在住のシンガー・ソングライター、音楽プロデューサー、グラフィックデザイナー。
正式名はマイケル・ホルブルック・ペンニマン・ジュニア（Michael Holbrook Penniman, Jr.） 。またミカ・ペンニマン（Mica Penniman のち Mika Penniman）としても知られる。

## 人物
2007年にデビュー。裏声を多用する高音のボーカルを武器に、ウィットに富んだ純度の高いポップチューンが特徴。
その音楽性は、しばしばフレディ・マーキュリー、シザー・シスターズ、エルトン・ジョンらと比較される。
そのスタイルからゲイではないかという憶測が生じ、本人はそれについての言及を避けてきたが、2009年9月に発売されたオランダのゲイ雑誌『ゲイ＆ナイト』で「僕のことを定義づける言葉が必要なら、バイセクシュアルを使えばいい」と述べた。2015年5月発表の「グッド・ガイズ」には"where have all the good guys gone?"との歌詞がある。

## 名前について
正式名「マイケル」(Michael) の短縮形が「ミカ」(Mica または Mika) で、このいずれもが本名である。
当初は Mica の方を使っていたが、それが「マイカ」と誤読されることがあまりにも多いことに閉口して、これを Mika と改めた。
デビュー当初日本でも「ミカ」と表記されるのが一般的だったが、日本語では女性名を連想させるものであることから、やがてこれを「ミーカ」と改変して表記する媒体も現われ、しばらくはこの二つが混在していた。
しかしアルバムが正式に日本でリリースされるのを機会に、以後の国内盤CDや音楽関係の印刷媒体においてはその名の表記を「ミーカ」に統一することが申し渡された。本項の記事名もこれに準拠している。

## 来歴
レバノンのベイルートでアメリカ人の父とレバノン人の母のもと、5人兄弟の3番目として生まれる。姉がふたり、妹と弟がひとりずついる。
1歳の時に内乱が再燃し収拾不能な状態となったため、家族は国外退去を余儀なくされてパリへ移住した。さらに、9歳の頃、こんどは父親がクウェートのアメリカ大使館に人質として監禁されると、一家はイギリスの庇護を受けるためにロンドンに移住する。そうした波乱に満ちた少年時代に、オペラ声楽の訓練を受けたのきっかけとして音楽に目覚める。初めての作曲は7歳の時のことで、『Angry』というピアノ曲を作曲をしているが、本人によればこれは「ひどい」曲だったという。
ロンドンではフランス人学校に入学するが、散々なイジメに遭い、難読症にも悩まされたため（現在も難読症である）、数ヶ月母親による家庭内教育を受けつつ、いくつかの学校を転々とした。この6～7ヶ月間の家庭学習期間に、ロシア人のソプラノ歌手に歌の指導を受け始めた。大学はロンドン・スクール・オブ・エコノミクスに進学するが1日で退学し、名門音楽学校である王立音楽大学に入学した。それも中途退学すると、本格的なミュージシャンとして活動を始め、アルバムの制作にはいった。

### 音楽活動
デビュー前の活動としては、幼少時に行ったロイヤル・オペラハウスでのモーツァルト等クラシック曲のレコーディングから、航空会社ブリティッシュ・エアウェイズの機内曲、さらにチューインガムのCM曲製作まで多岐にわたっている。
かねてから学校の休暇中に渡米し、上記のような様々な音楽活動を行っていたが、2004年ごろから、主にマイアミとニューヨークを拠点として欧米各地でライブ活動を行うようになり、カナダ人のグレッグ・ウェルズをプロデューサーに迎えてアルバムの製作に着手する。
2006年に初シングルの『リラックス（テイク・イット・イージー）』をネット上で発表すると一躍人気を集め、翌年の初めには、その年の有望新人としてBBC等で大きく取り上げられるようになった。その直後に発売された『グレース・ケリー』はイギリスのシングルチャート1位を獲得、同年2月に発売されたデビューアルバムの『ライフ・イン・カートゥン・モーション』は、イギリスをはじめヨーロッパ諸国のヒットチャートで1位を記録する大ヒットとなった。
2009年にはセカンド・アルバム『ザ・ボーイ・フー・ニュー・トゥー・マッチ』をリリース。同年、新木場での日本公演で宇多田ヒカルをゲストに招き「LET IT SNOW!」をデュエット。2010年、映画『キック・アス』のサウンドトラックに、レディー・ガガのプロデューサーとして知られるレッドワンと共に「キック・アス（ウィー・アー・ヤング）」という新曲を提供した。
2011年4月、東日本大震災を受けて日本のファンに犠牲者への追悼と今後のサポートを表明するメッセージを公式サイトを通じて発表した。2012年、サードアルバム『ジ・オリジン・オブ・ラヴ』をリリース。
2023年1月18日、フランスのシンガーソングライター、ヴィアネとのシングル「Keep It Simple」をリリース。

## 音楽性
好きな音楽のジャンルが極めて広い。よく知られているものとしてはベック、ビョーク、プリンス、セルジュ・ゲンスブール、ファイルーズ、ハリー・ニルソンなど。
5オクターブの音域と紹介されていることが多いが、本人の言によれば、3オクターブ半程度とのことである。
ライブやTV出演などでカバーした曲には、ユーリズミックスの「スウィート・ドリーム」、ジャクソン5の「アイ・ウォント・ユー・バック」、ザ・ビューの「セイム・ジーンズ」、ビリー・ジョエルの「ピアノ・マン」などがある。

## 日本との関わり
インタビューでは好きなJ-POPアーティストとしてパフィー、三味線の吉田兄弟の名を挙げており、また夢が叶うならポケモン、ドラゴンボールZ、アトムに会いたいと語っている。
2007年5月に初来日。7月にはフジ・ロック・フェスティバルに出演し、その翌日に恵比寿のLIQUIDROOMでライブを行った。
前述の通り宇多田ヒカルと親交があり、ミーカの来日公演に飛び入り参加してドゥエットを披露したことがある。また椎名林檎のトリビュートアルバム『アダムとイヴの林檎』に、日本国外のアーティストとして唯一参加している。
大橋トリオは自身の作品『FAKE BOOK III』の中で、ミーカの「Grace Kelly」をカバーしている。
ビッケブランカは影響を受けたアーティストとしてミーカの名を挙げている。
2020年に来日ツアーが予定されていたが、新型コロナウイルスの感染拡大に伴い中止された。
2023年に約7年ぶりに来日し、5月23日に大阪なんばHatch、5月24日に東京立川ステージガーデンで2公演を行った。

## ディスコグラフィー

### アルバム
| 年                                        | タイトル                       | アルバム詳細                                                                                           | チャート最高位 | チャート最高位 | チャート最高位 | チャート最高位 | チャート最高位 | チャート最高位 | チャート最高位 | チャート最高位 | チャート最高位 | チャート最高位 | チャート最高位 | チャート最高位 | チャート最高位 | 認定 |
| 年                                        | タイトル                       | アルバム詳細                                                                                           | UK             | AUS            | AUT            | BEL            | CAN            | FRA            | GER            | IRE            | ITA            | NLD            | NOR            | SWI            | US             | 認定 |
| ----------------------------------------- | ------------------------------ | --- | -------------- | -------------- | -------------- | -------------- | -------------- | -------------- | -------------- | -------------- | -------------- | -------------- | -------------- | -------------- | -------------- | --- |
| 2007                                      | Life in Cartoon Motion         | - 発売日: 2007年2月5日 - レーベル: Casablanca - フォーマット: CD, digital download - 全英売上: 166万枚 | 1              | 5              | 6              | 1              | 2              | 1              | 6              | 2              | 9              | 1              | 1              | 1              | 29             | - UK: 5× プラチナ - AUS: 2× プラチナ - AUT: プラチナ - CAN: 2× プラチナ - FRA: ダイヤモンド - GER: プラチナ - IRE: 3× プラチナ - ITA: プラチナ - NLD: プラチナ - SWI: 2× プラチナ |
| 2009                                      | The Boy Who Knew Too Much      | - 発売日: 2009年9月21日 - レーベル: Casablanca - フォーマット: CD, digital download - 全英売上: 22万枚 | 4              | 10             | 9              | 3              | 19             | 1              | 6              | 14             | 10             | 5              | 29             | 2              | 19             | - UK: ゴールド - CAN: ゴールド - FRA: 3× プラチナ - ITA: プラチナ - SWI: ゴールド                                                                                                 |
| 2012                                      | The Origin of Love             | - 発売日: 2012年9月17日 - レーベル: Casablanca - フォーマット: CD, digital download                    | 24             | —              | 31             | 6              | 10             | 1              | 43             | 61             | 12             | 15             | —              | 15             | 47             | - FRA: 3× プラチナ |
| 2015                                      | No Place in Heaven             | - 発売日: 2015年6月15日 - レーベル: Republic - フォーマット: CD, digital download                      | 19             | —              | 74             | 3              | 6              | 2              | 70             | 84             | 3              | 20             | —              | 4              | 117            | - ITA: プラチナ |
| 2019                                      | My Name Is Michael Holbrook    | - 発売日: 2019年10月4日 - レーベル: Republic - フォーマット: CD, digital download                      | 57             | —              | —              | 3              | 30             | 6              | —              | —              | 10             | —              | —              | 10             | 184            | |
| 2023                                      | Que ta tête fleurisse toujours | - 発売日：2023年12月1２日 - レーベル：ユニバーサルミュージック - フォーマット：CD,LP,digital download  | ー             | ー             | ー             | 73             | ー             | 5              | ー             | ー             | ー             | ー             | ー             | 8              | ー             | |
| "—"は未発売またはチャート圏外を意味する。 |                                | |                |                |                |                |                |                |                |                |                |                |                |                |                | |

### シングル
- Relax (Take It Easy) (2006)
- Grace Kelly (2007)
- Love Today (2007)
- Lollipop (2007)
- Big Girl (You Are Beautiful) (2007)
- iTunes限定で、iTunesフェスティバルでのライブ音源を発表 (2007)
- We Are Golden (2009)
- It's My House (2017)
- Sound Of An Orchestra (2019)
- Le Coeur Holiday (feat. Soprano) (2020)
- Yo Yo (2022)
- Grace Kelly (Clean Bandit Remix) (2022)
- Who’s Gonna Love Me Now - 映画anything's possibleに収録 (2022)
- C’est la Vie ‐アルバムQue ta tête fleurisse toujourに先立ったデジタル配信 (2023)

### ミュージック・ビデオ、DVD等
- Live In Cartoon Motion (2008)
- Live In Paris (2009)